# Rue des Alliés
La rue des Alliés est une voie publique de la commune française de Grenoble. Elle est située dans le quartier Alliés-Alpins, soit dans la partie du territoire communal située au sud des Grands Boulevards grenoblois. 

## Situation et accès

### Situation
Cette voie débute au carrefour de la rue Marie Reynoard et de la rue Marcellin Berthelot et se termine cours de la Libération-et-du-Général-de-Gaulle, au niveau du No 143, après avoir franchi les voies ferrées de la ligne de Lyon-Perrache à Marseille-Saint-Charles (via Grenoble), par un pont.

### Accès
La rue, située dans le quartier Alliés-Alpins, à proximité de La Villeneuve de Grenoble et des quartiers Malherbe et Capuche, est accessible aux passants depuis n'importe quel point de l'agglomération.
La rue des Alliés est principalement desservie en son début par la ligne A du réseau de tramway de l'agglomération grenobloise (Station Malherbe) et en sa fin par la ligne E de ce même réseau de tramway (station Alliés). Cette rue est parcourue dans toute sa longueur par la ligne de bus Chrono N°5 de ce même réseau.

## Origine du nom
Créée en 1925, cette voie est dédiée aux Alliés de la Première Guerre mondiale, ce qui correspond aux pays suivants : la France, l'Empire russe, l'Empire britannique, l'Italie (à partir de 1915) et les États-Unis (à partir de 1917).

## Historique
Au milieu des années 1920, une portion du chemin des Alpins, dont la mairie entreprend l'élargissement à cette époque, entre le cours Jean-Jaurès (actuel cours de la Libération-et-du-Général-de-Gaulle) et le chemin de fer prend le nom de rue des Alliés. 
Au fur et à mesure du prolongement et de l'élargissement de cet ancien chemin, la nouvelle voie prend ce nom jusqu'au carrefour formé par cette voie, de l'avenue Marcelin-Berthelot, l'avenue Malherbe et l'avenue Marie-Reynoard.

## Bâtiments remarquables et lieux de mémoire
Elle est relativement connue de la plupart des habitants de l'agglomération grenobloise car elle héberge la direction départementale de la sécurité sociale, la caisse locale d'allocations familiales et le marché d'intérêt national de Grenoble.

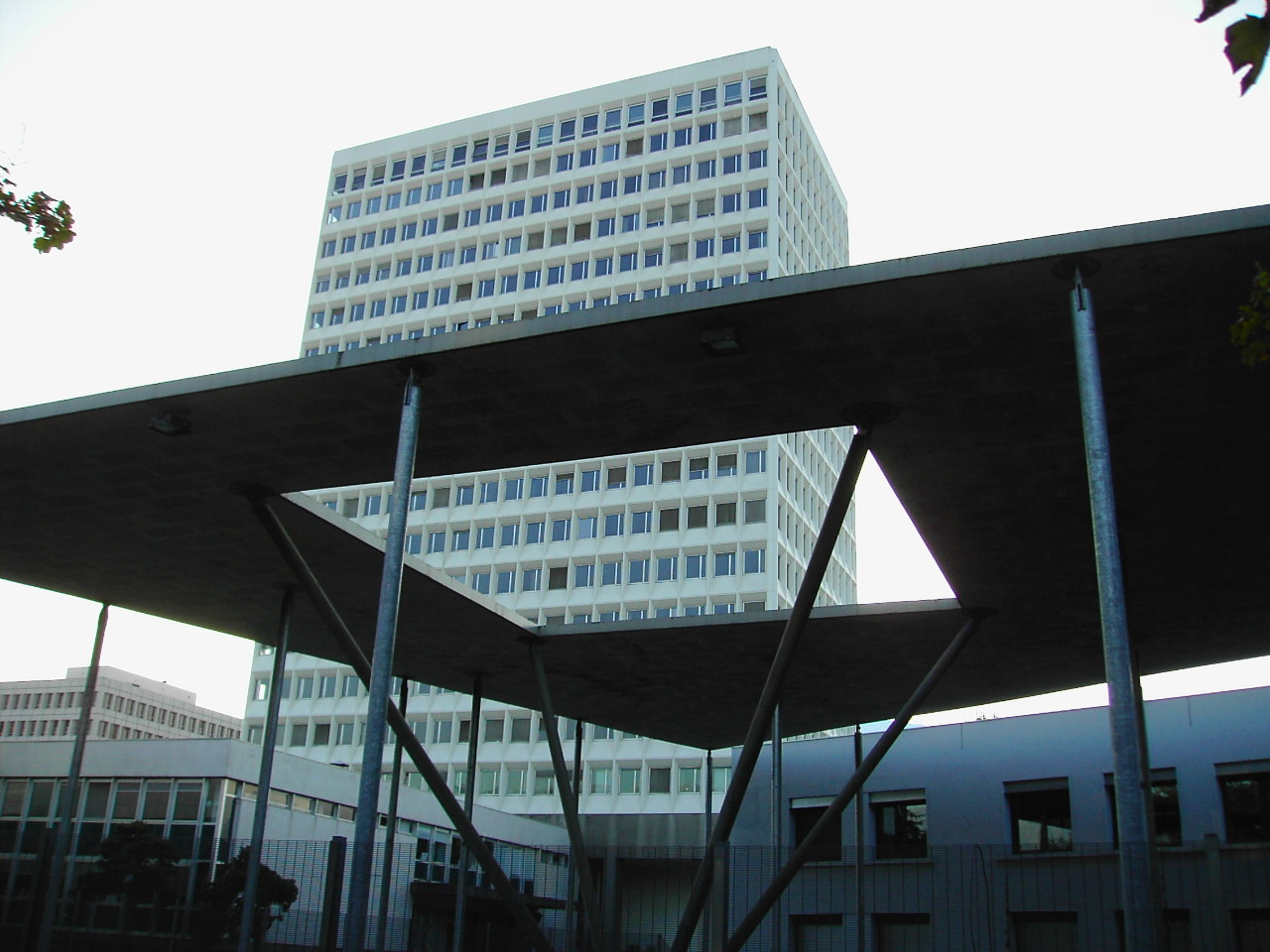
Immeuble de la CPAM de l'Isère à Grenoble

- No 1 : siège et entrée de l'Urssaf et de la caisse d'allocations familiales de Grenoble sous la forme de deux bâtiments réunis par un patio et situé au carrefour de la rue des Alliés et de la rue Marie Reynoard. L'immeuble, qui comprend une large baie vitrée en façade, a été conçu à la fin des années 1970[3].

- No 17 : siège de la CPAM du département de l'Isère[4].
 Cet IGH qui s'élève à plus de 66 mètres de hauteur et édifié en 1969 possède dix-sept étages. Il est visible de plusieurs points de la ville, malgré le fait qu'il n'en soit pas le plus haut[5].
- No 102 : site de la maison Kaminski, un bâtiment de style moderniste français datant des années 1930.
- No 117 à 127 : entrées principales du marché d'intérêt national de Grenoble et dont la première pierre de la grande halle a été posée en 1961 (elle sera ensuite labellisée « patrimoine du XXe siècle » du fait de sa construction spectaculaire de sa voûte en treillis de béton armé lui conférant son aspect alvéolaire en nids d’abeilles).
 Le site, d'abord aménagé sur un espace de huit hectares, ouvre ses portes le 22 octobre 1963. La plupart des clients proviennent du bassin grenoblois mais aussi de la Savoie[6].
La voûte autoportante de la halle d’une portée libre de 40 mètres, sur 160 mètres de long surplombe la nef centrale, la structure étant constituée d’un treillis en béton armé formé d’arcs croisés, lequel est recouvert de longues dalles translucides qui assurent l’éclairage naturel du bâtiment[7].

Quelques photos de différents sites et bâtiments de la rue des Alliés
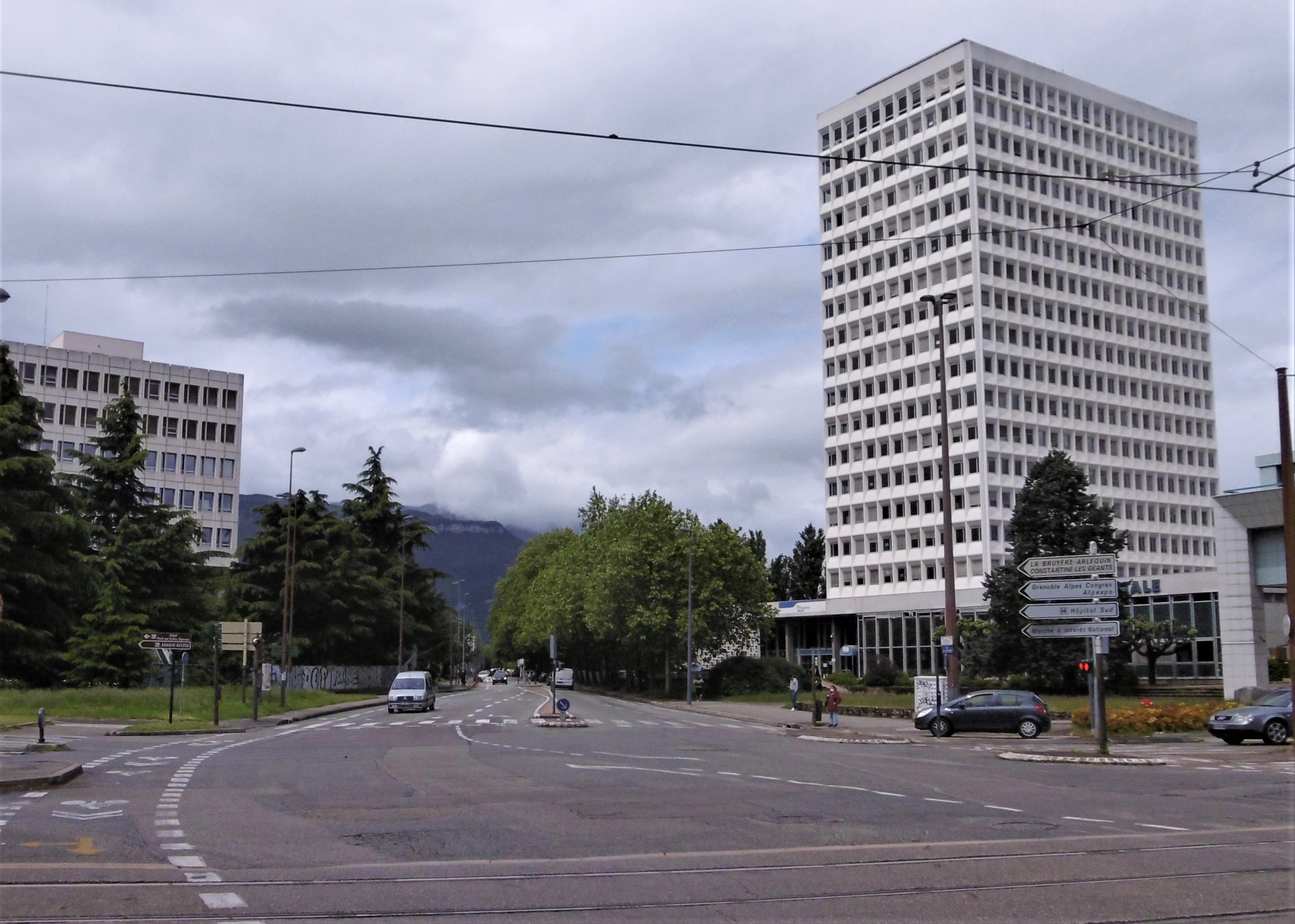
Rue des Alliés à son début et tour de la CPAM de l'Isère
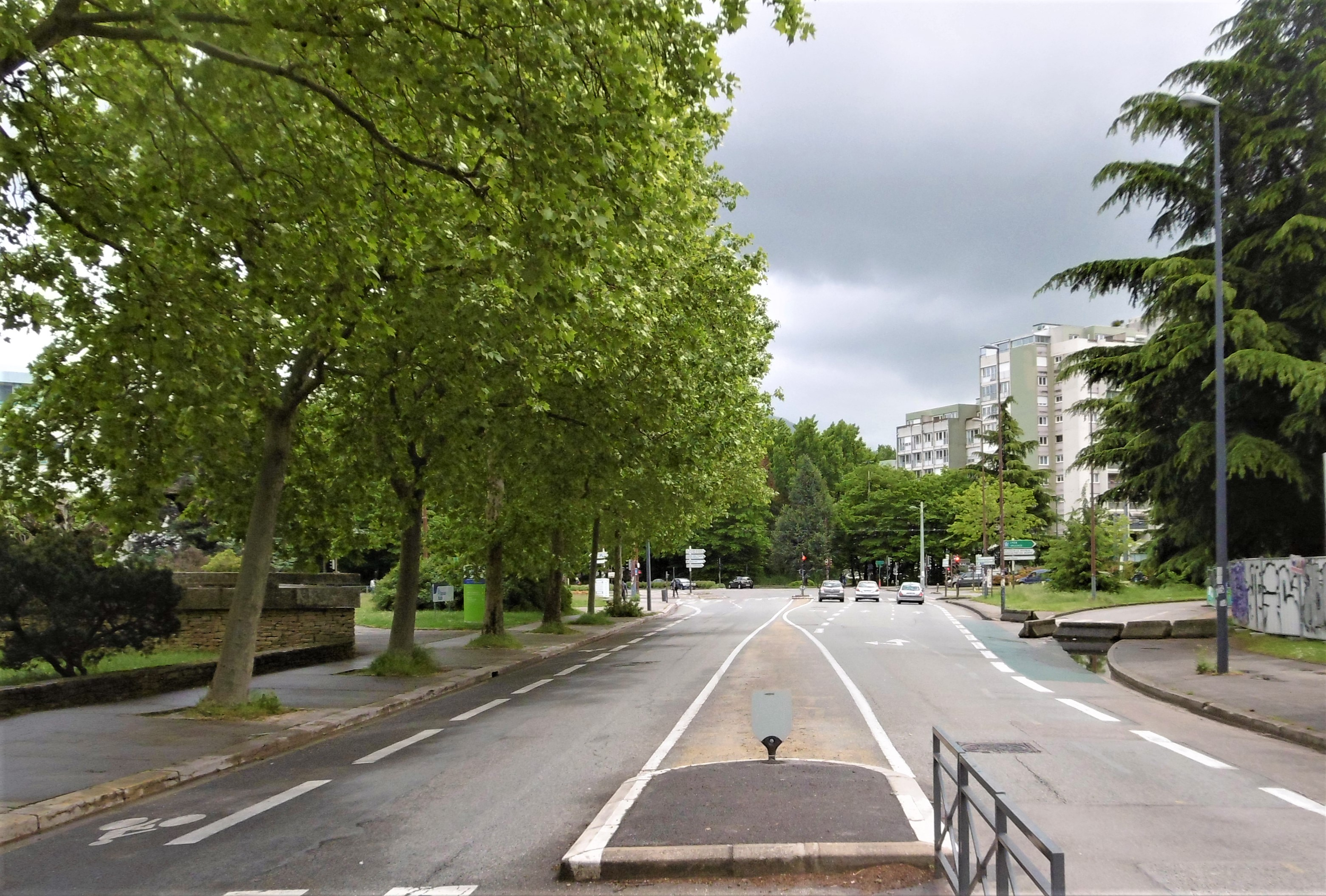
Rue des Alliés au niveau de la CAF de Grenoble
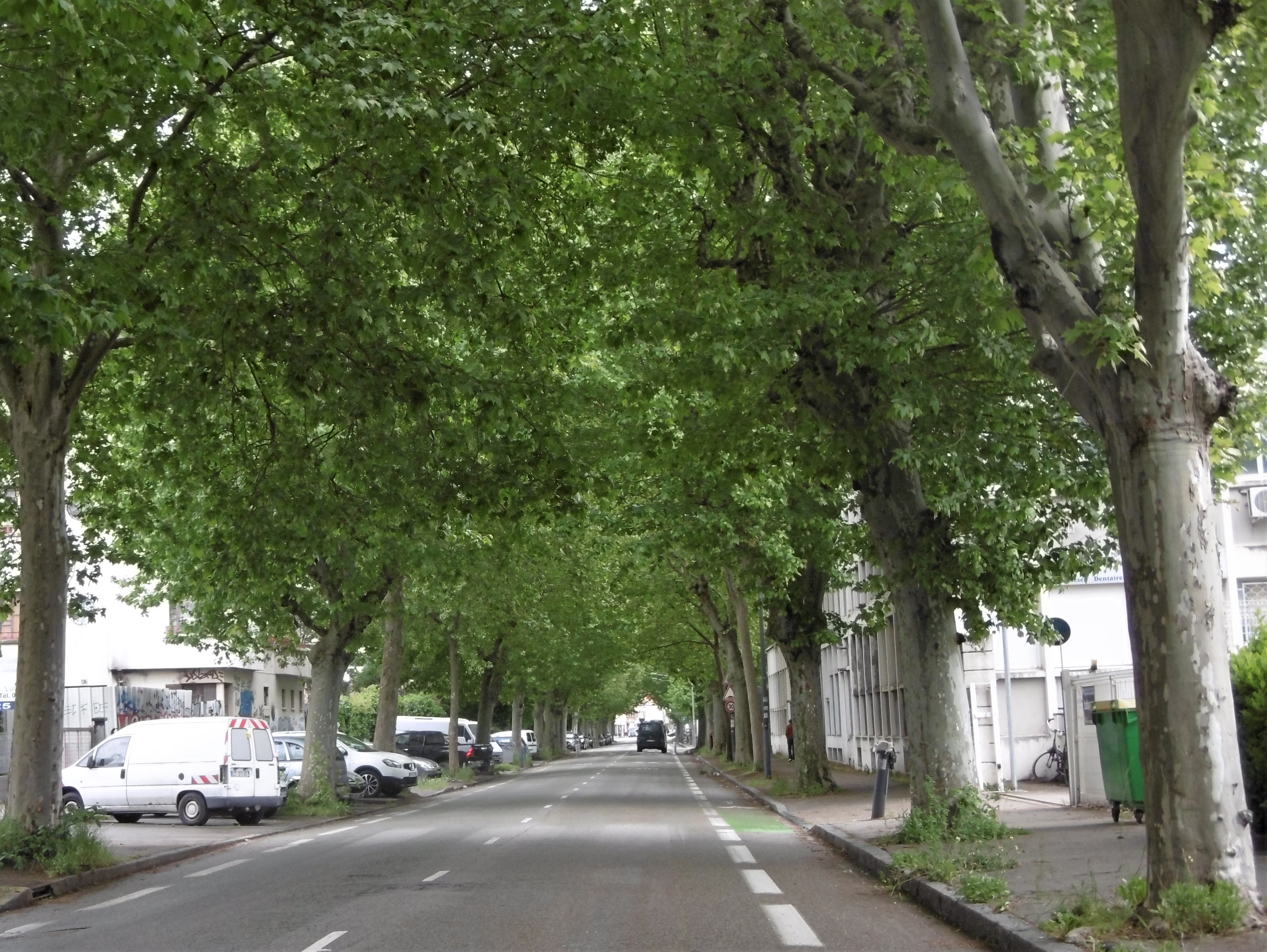
Rue des Alliés avant le carrefour avec la rue de Stalingrad
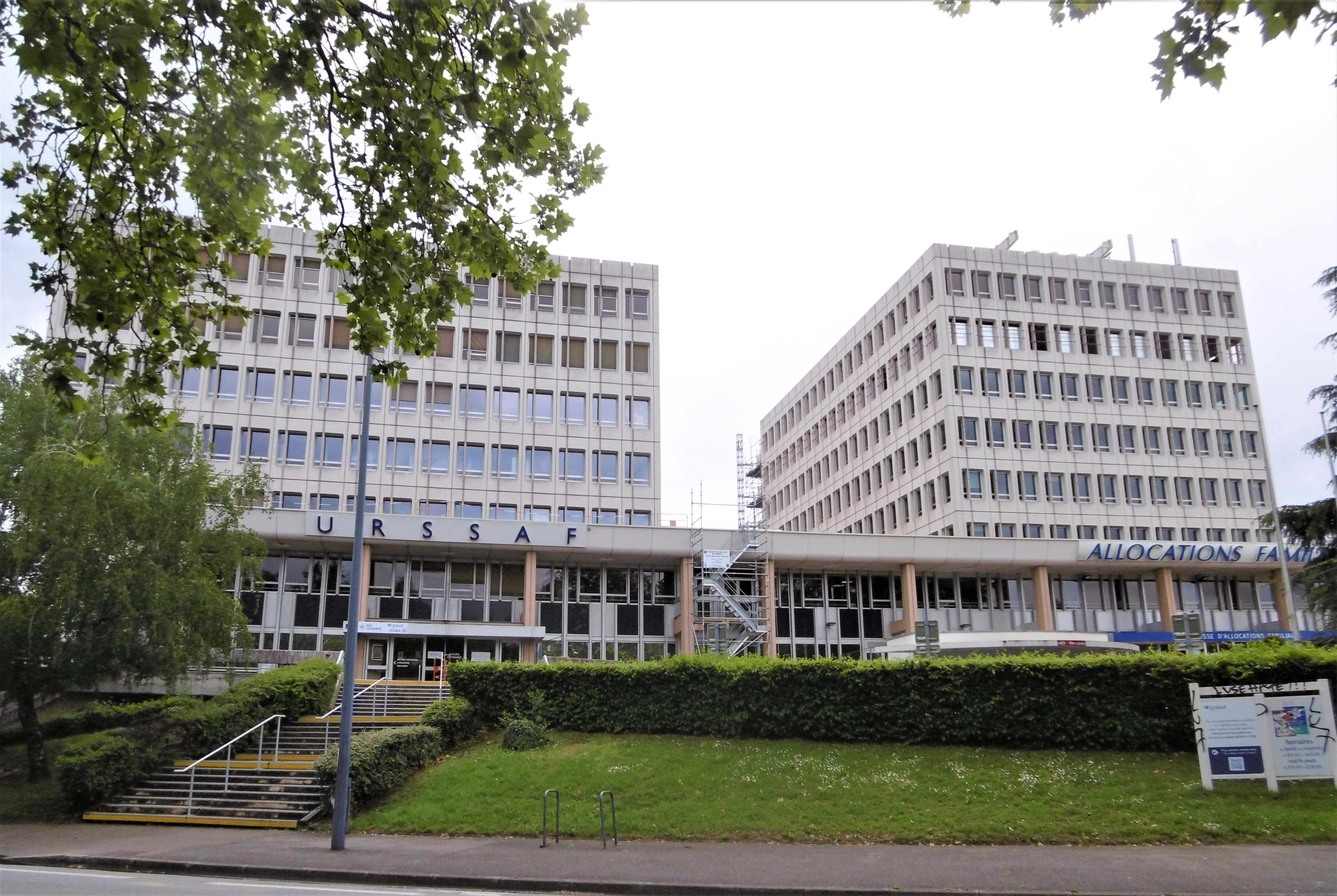
Bâtiment de la CAF et de l'URSSAF
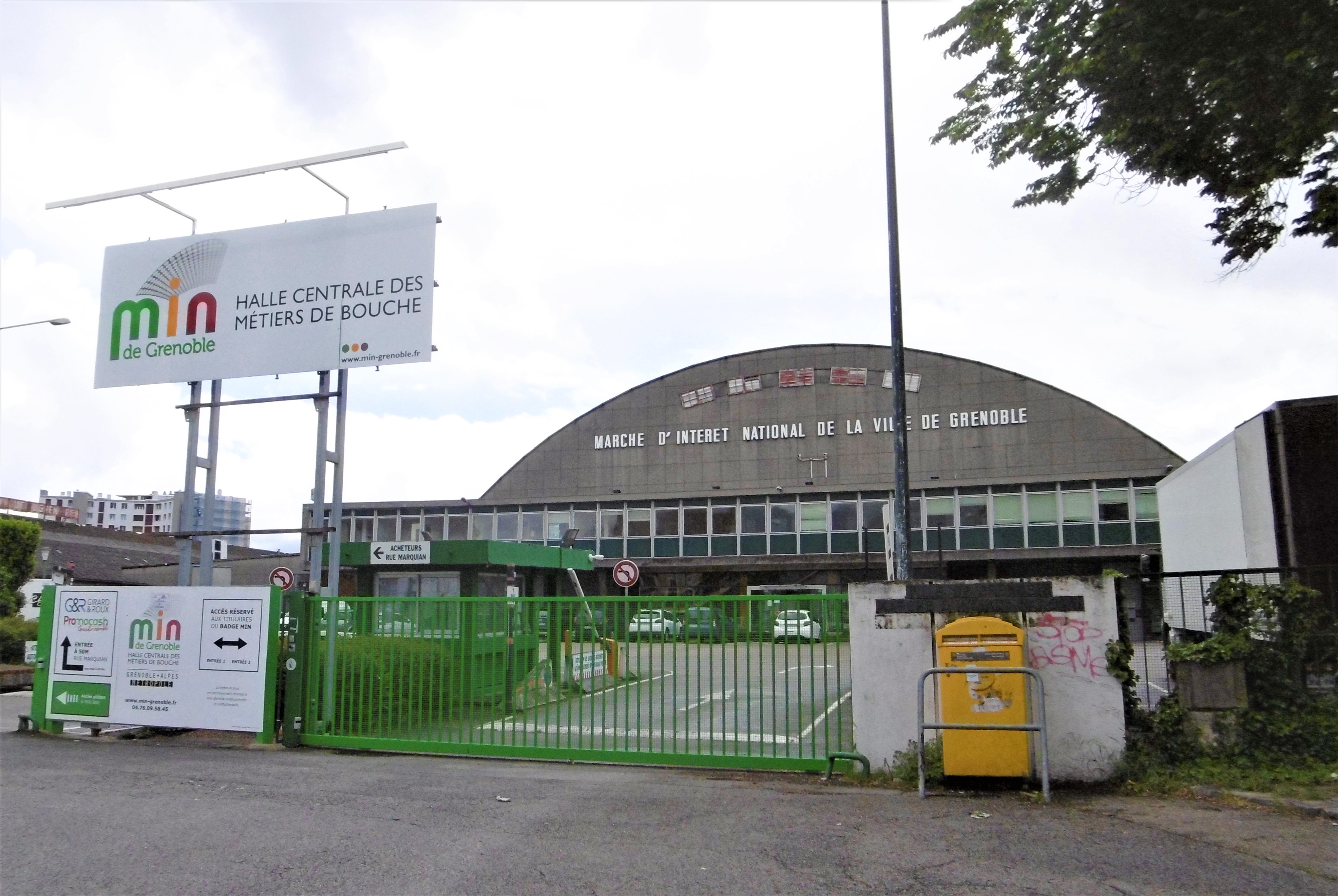
Entrée du Marché d'Intérêt National